# FN's konference for handel og udvikling
FN's konference for handel og udvikling (engelsk: United Nations Conference on Trade and Development, fork. UNCTAD) er FN's generalforsamlings hovedorgan for handels-, investerings- og udviklingsspørgsmål.
Organisationen blev etableret i 1964 og har til formål at maksimere handels-, investerings- og udviklingsmulighederne for udviklingslandene og hjælpe dem i indsatsen for at blive integreret i verdensøkonomien på ligeværdig vis.
UNCTAD har 193 medlemsstater og har hovedsæde i Genève, Schweiz. Det årlige budget er ca. 250 mio. kr., og organisationen beskæftiger 400 ansatte. Siden 1. september 2013 har Mikhisa Kituyi (Kenya) været generalsekretær for UNCTAD.
UNCTAD udgiver en række rapporter indenfor handel og udvikling, og afholder hvert fjerde år en konference for medlemsstaterne.